# 광케이블

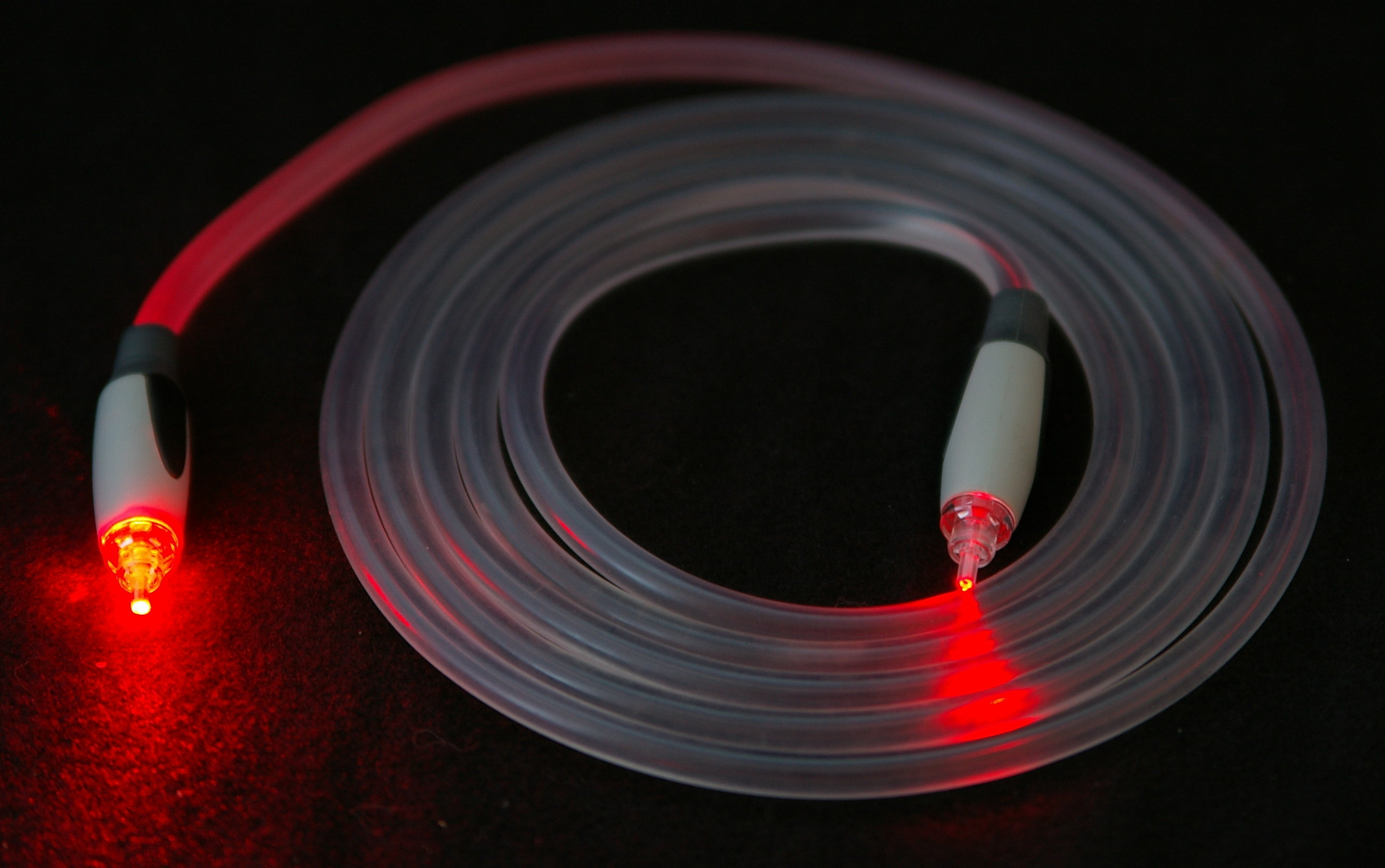
TOSLINK 광섬유 케이블. 참고로 플라스틱 섬유 케이블은 주로 기기 간 디지털 오디오 연결에 쓰인다.

광케이블(光cable, optical cable)이란 광섬유를 이용한 하나의 통신 매체이다. 광케이블은 빛을 이용하는 통신 방식이기 때문에 전기신호를 사용하는 통신방식보다 자료 전송속도가 수십 배로 빠르다. 이를 위해 FTTH방식의 네트워크를 새로 구축해야 한다.

## 종류
- OFC: (Optical fiber, conductiveㅣ)
- OFN: (Optical fiber, nonconductive)
- OFCG: (Optical fiber, conductive, general use)
- OFNG: (Optical fiber, nonconductive, general use)
- OFCP: (Optical fiber, conductive, plenum)
- OFNP: (Optical fiber, nonconductive, plenum)
- OFCR: (Optical fiber, conductive, riser)
- OFNR: (Optical fiber, nonconductive, riser)
- OPGW: (Optical fiber composite overhead ground wire)
- ADSS: (All-Dielectric Self-Supporting)

## 색 코드
| 위치 | 재킷 색                  |
| ---- | ------------------------ |
| 1    | 파란색                   |
| 2    | 오렌지색                 |
| 3    | 녹색                     |
| 4    | 갈색                     |
| 5    | 암청회색                 |
| 6    | 흰색                     |
| 7    | 빨간색                   |
| 8    | 검은색                   |
| 9    | 노란색                   |
| 10   | 보라색                   |
| 11   | 담홍색                   |
| 12   | 옥색                     |
| 13   | 파란색 (검은 트레이서)   |
| 14   | 오렌지색 (검은 트레이서) |
| 15   | 녹색 (검은 트레이서)     |
| 16   | 갈색 (검은 트레이서)     |
| 17   | 암청회색 (검은 트레이서) |
| 18   | 흰색 (검은 트레이서)     |
| 19   | 빨간색 (검은 트레이서)   |
| 20   | 검은색 (노란 트레이서)   |
| 21   | 노란색 (검은 트레이서)   |
| 22   | 보라색 (검은 트레이서)   |
| 23   | 담홍색 (검은 트레이서)   |
| 24   | 옥색 (검은 트레이서)     |

## 같이 보기
- 해저 케이블